# MP3
MP3 یا صوت لایهٔ سوم ام‌پی‌ای‌جی-۱ یا ام‌پی‌ای‌جی-۲ (به انگلیسی: MPEG-1 or MPEG-2 Audio Layer III)، که در بین عموم به ام‌پی۳ مشهور است یک فرمت صوتی دیجیتال پتنت شده‌است که از یک شیوهٔ فشرده‌سازی با اتلاف استفاده می‌کند. ام‌پی۳ قالبی رایج برای ذخیره‌سازی داده‌های صوتی است.
ام‌پی۳ یک قالب مخصوص صوت است که توسط گروه کارشناسان تصویر متحرک (به انگلیسی: MPEG) به عنوان بخشی از استاندارد ام‌پی‌ای‌جی۱ و بعدها طراحی شده و بعدها در ام‌پی‌ای‌جی۲ گسترش یافته.
استفاده از الگوریتم فشرده‌سازی با اتلاف ام‌پی۳ باعث می‌شود حجم دادهٔ صوتی به شدت کاهش یابد اما کیفیت صدا در حد قابل قبولی باقی بماند. یک فایل ام‌پی۳ که بر اساس تنظیم ۱۲۸ کیلوبیت بر ثانیه ایجاد شده منجر به تولید پرونده‌ای با ۱/۱۱ حجم پروندهٔ منبع آن روی سی‌دی اوریجینال می‌گردد.
فشرده‌سازی ام‌پی‌تری بر اساس حذف قسمت‌هایی از داده که گمان می‌رود خارج از توانایی شنوایی اکثر مردم باشد کار می‌کند. این روش معمولاً کدگذاری ادراکی (به انگلیسی: Perceptual Coding) نامیده می‌شود. و از روش‌های سایکوآکوستیک برای کاهش دقت بخش‌هایی از داده که گمان می‌رود کمتر قابل شنیدن باشند به کار می‌رود و پس از آن باقی اطلاعات را با یک شیوهٔ بهینه ذخیره می‌کند.

## تاریخچه
قالب ام‌پی از روی پروژه‌ای که در سال ۱۹۸۲ با مدیریت  موسمن و گروهی در کنار کارل هاینز برندنبورگ در مؤسسهٔ تحقیقاتی فرانهوفر ارلانگن و دانشگاه نورنبرگ ارلانگن توسعه پیدا کرد. شرکت‌های ای‌تی‌اندتی و تامسون این پروژه را پشتیبانی کردند. در سال ۱۹۹۲ این فرمت به عنوان فرمت استاندارد صدا به‌ام‌پگ اضافه شد. اجرای این فرمت روی رایانه‌های شخصی از اوایل ۱۹۹۰ امکان‌پذیر شد. به علت نوع فشرده‌سازی امکان پخش این فرمت صدا روی خطوط دی‌اس‌ال و اینترنت نیز به راحتی امکان‌پذیر است. با ظهور نپستر و شبکه‌های پی‌توپی این فرمت خودش را بیشتر از همه گسترش داد. در سال ۱۹۹۸، امکان پخش پرتابل فایل‌های صوتی ام‌پی۳ با دستگاه‌های ام‌پی۳ پلیر ممکن شد.

## ویژگی‌ها
قالب ام‌پی۳، یک سیستم متراکم و فشرده‌سازی برای موسیقی است که باعث کاهش تعداد بایتهای موجود در یک آهنگ، به بهای اندکی افت در کیفیت صدای آن می‌شود. هدف آن فشرده‌کردن کیفیت آهنگ سی‌دی بدون از دست دادن کیفیت صدای آن می‌باشد. با یک ام‌پی۳، ۳۲ مگابایت آهنگ موجود روی یک سی‌دی به ۳ مگابایت فشرده می‌شود. اینکار باعث می‌شود که یک آهنگ را در عرض چند دقیقه بارگیری کنید و هم‌چنین می‌توانید صدها آهنگ را در سخت دیسک رایانه‌تان ذخیره کنید.
این فرمت، محبوب‌ترین فرمت برای فایل‌های موزیک محسوب می‌شود. در واقع mp۳ موفق‌ترین فرمت از خانواده ام‌پی‌ای‌جی می‌باشد. ام‌پی‌ای‌جی فرمتی بود که برای فشرده‌سازی صدا و تصویر توسط گروهی از محققین ایجاد شد. این گروه که با نام گروه کارشناسان تصویر متحرک فعالیت می‌کردند، پس از اختراع این فرمت، نام خود را بر آن نهادند. (ام‌پی‌ای‌جی در واقع از حروف اول نام همین گروه تشکیل شده‌است). پس از ایجاد این فرمت که ام‌پی‌جی نیز خوانده می‌شد، فرمت‌های دیگری از این خانواده هم ارائه شد، از آن جمله: ام‌پی۱، ام‌پی۱، ام‌پی۲ و ام‌پی۳. از این میان ام‌پی۳ بیش از بقیه کارایی داشت و بیشتر مورد استقبال قرار گرفت. دلیل عمده موفقیت آن نیز این بود که در این فرمت، فایل‌های صوتی بسیار فشرده و کم حجم می‌شوند، با این فرمت ما می‌توانیم حجم بیشتری از موسیقی را روی سی‌دی ذخیره کنیم (حدود ۱۲ ساعت موسیقی روی هر سی‌دی) و همچنین زمان دریافت موسیقی از اینترنت نیز کاهش می‌یابد. ام‌پی۳ در ویندوز ۹۵ و اولین نسخه‌های ویندوز ۹۸ پشتیبانی نمی‌شد؛ ولی در ویندوزهای بعدی، فرمت ام‌پی۳ به‌عنوان یکی از فرمت‌های پیش‌فرض گنجانده شده‌است.
ام‌پی۳ یک فرمت فشرده‌سازی با اتلاف می‌باشد. به این معنی که برای فشرده کردن حجم داده‌ها، مقداری از آن‌ها حذف می‌شود. البته داده‌های حذف شده، داده‌هایی هستند که گوش انسان معمولاً قادر به شنیدن آن‌ها نیست. در نتیجه کیفیت صدا تقریباً بدون تغییر باقی می‌ماند.
کیفیت استاندارد ام‌پی۳، ۱۲۸ کیلوبیت بر ثانیه (Kbit/s) می‌باشد. اگر یک سی‌دی صوتی را با این کیفیت فشرده کنیم، حجم فایل تقریباً ۱/۱۲ خواهد شد.

## مشکلات مجوز و پتنت
سازمان‌های زیادی مدعی مالکیت پتنت‌های مرتبط با ام‌پی۳ شده‌اند. این ادعاها باعث شده خطرات قانونی‌ای از جانب منابع مختلف برای کسانی که می‌خواهند پرونده‌های ام‌پی۳ ایجاد کنند به وجود آید، به‌طوری‌که مشخص نیست برای ایجاد محصولات ام‌پی۳، مجوز کدام پتنت‌ها باید گرفته شود تا قانون پتنت را در کشورهایی که پتنت نرم‌افزاری در آن‌ها وجود دارد زیر پا نگذارند.
با وجود مشکلات مجوز، استفاده از ام‌پی۳ همچنان ادامه دارد که می‌توان برای آن دلایل زیر را بیان نمود:
- نبود آگاهی کافی بین کاربران خانگی یا بی‌توجهی آن‌ها نسبت به وجود پتنت در نظر نگرفتن مشکلات قانونی اینچنینی هنگام قالب موسیقی برای استفادهٔ شخصی‌شان
- تأثیر شبکه (به انگلیسی: Network effect) (تعداد استفاده‌کنندگان از محصولات ام‌پی۳ به قدری گسترش یافته که کنار گذاشتن آن مشکل شده‌است)
- حجم بالای موسیقی که هم‌اکنون در قالب ام‌پی۳ ارائه می‌شود.
- وجود تعداد زیادی نرم‌افزار و سخت‌افزار که از دیگر قالب‌های صوتی پشتیبانی نمی‌کنند.
- نبود مدیریت حقوق دیجیتال که باعث شده پرونده‌های ام‌پی۳ به راحتی بین دستگاه‌های قابل حمل پخش دیجیتال، ویرایش، کپی‌برداری و پخش شوند.

## فناوری‌های جایگزین
کدک‌های صوتی با اتلاف و بی‌اتلاف زیادی به عنوان جایگزین ام‌پی۳ وجود دارند.
کدک آزاد ووربیس (به انگلیسی: Vorbis) و کدک صوتی بی‌اتلاف آزاد به عنوان مهم‌ترین کدک‌های آزاد جایگزین ام‌پی‌تری مطرح هستند.
از کدک‌های غیر آزاد جایگزین می‌توان به قالب‌های گسترش یافتهٔ مایکروسافت و قالب‌هایی چون ام‌پی۳پرو (به انگلیسی: mp3PRO)، ای‌ای‌سی (به انگلیسی: AAC) و ام‌پی۲ اشاره کرد.